# Залазький заказник
Залазький — ботанічний заказник місцевого значення. Об'єкт розташований на території Камінь-Каширського району Волинської області (за 1 км на північ від с. Воєгоща), ДП «Камінь-Каширське ЛГ», Видертське лісництво, квартал 32, виділ 7.
Площа — 35,5 га, статус отриманий у 1980 році.
Охороняється низькобонітетне соснове насадження віком близько 90 років, у трав'яно-моховому покриві якого зростають осоки (Carex), багно звичайне (Ledum palustre), журавлина болотна (Oxycoccus palustris).

## Галерея

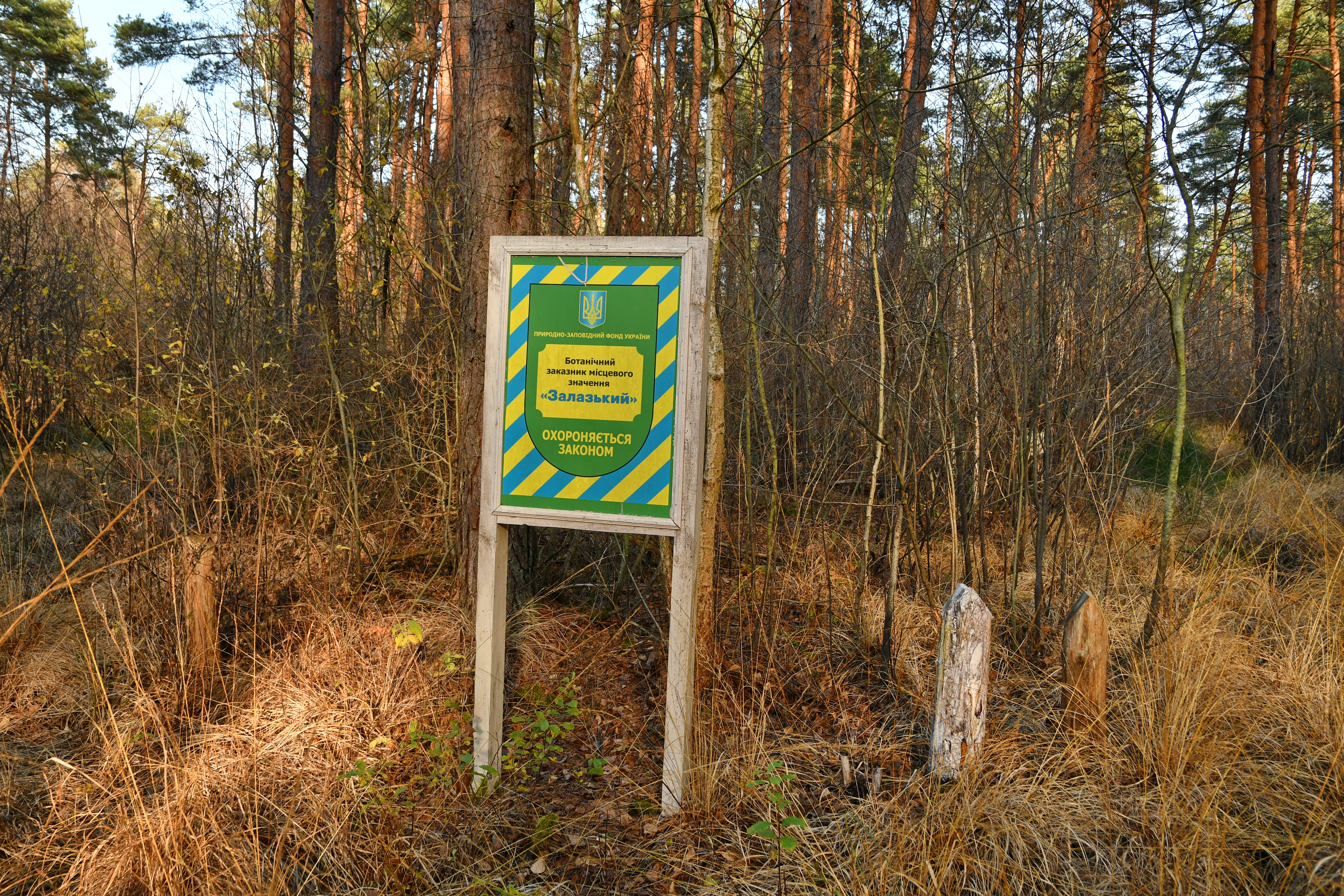
Охоронна дошка
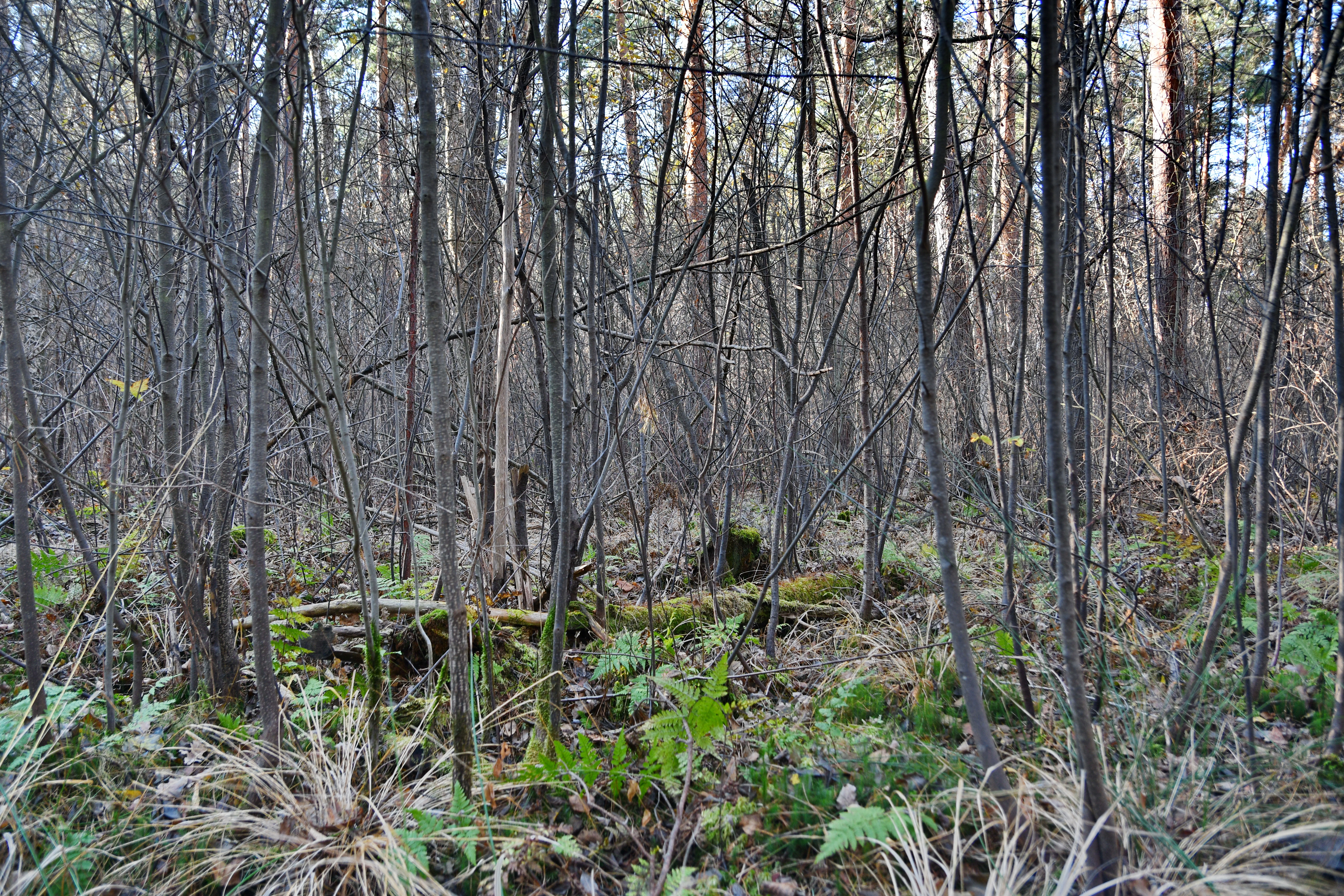
Загальний вигляд
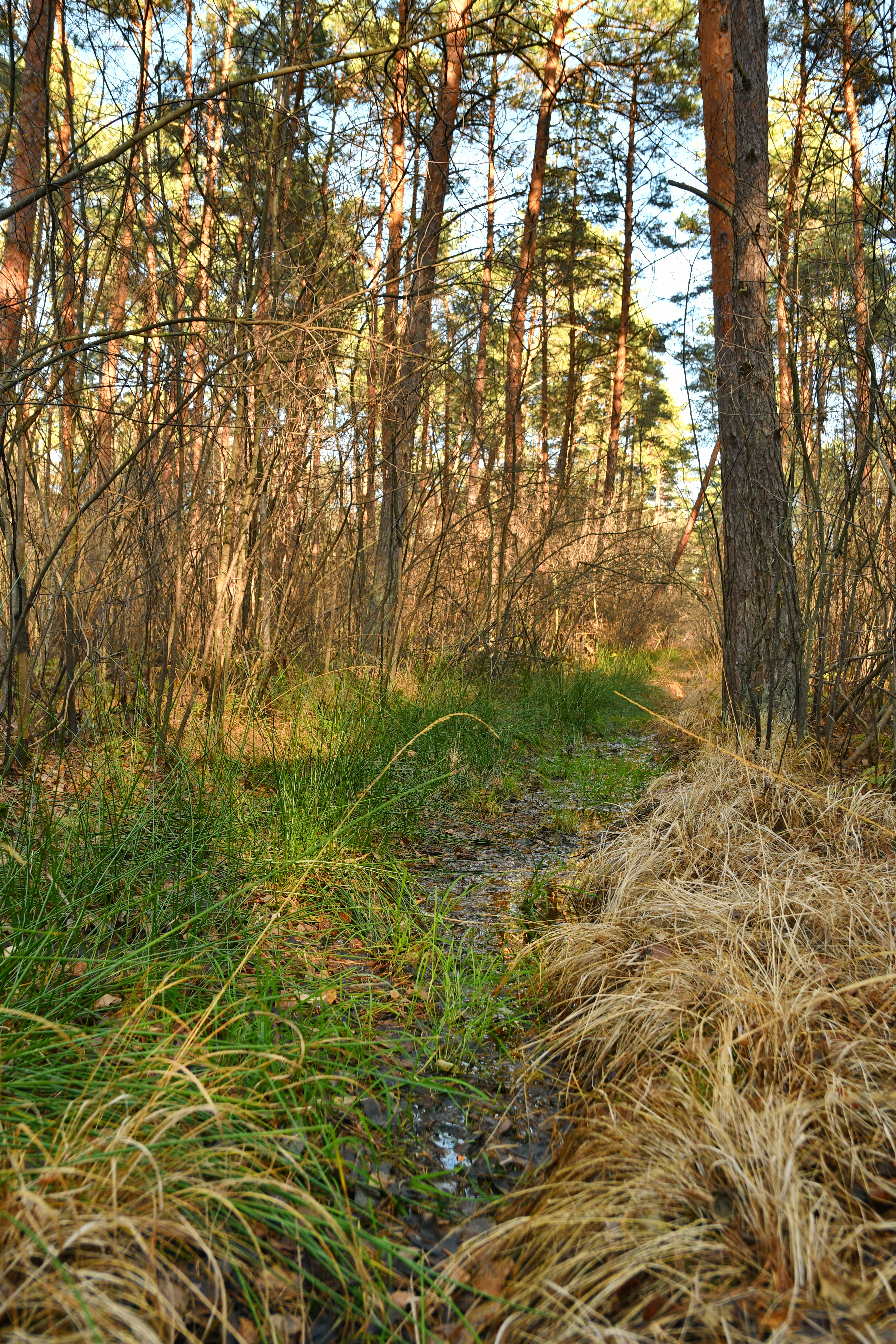
Загальний вигляд